# Sterling Hayden
Sterling Hayden (ur. 26 marca 1916 w Upper Montclair, New Jersey, zm. 23 maja 1986 w Sausalito, Kalifornia) – amerykański aktor i pisarz. Jako aktor specjalizował się w westernach i filmach gangsterskich. Jego najbardziej znane role to: policjant McCluskey w Ojcu chrzestnym Francisa Forda Coppoli (1972) i gangster Dix w Asfaltowej dżungli Johna Hustona (1950).

## Życiorys
W wieku 17 lat uciekł z domu i został marynarzem. Dwa lata później samodzielnie dowodził statkiem. Opłynął świat kilka razy. W czasie wojny zaciągnął się do OSS pod fałszywym nazwiskiem. Został zrzucony na terytorium ówczesnej Jugosławii. Za dokonania wojenne dosłużył się stopnia kapitana, otrzymał Srebrną Gwiazdę oraz wyróżnienie od Marszałka Tito. Pobyt wśród partyzantów jugosłowiańskich zaowocował krótkim członkostwem w partii komunistycznej, przez co w czasach maccartyzmu miał problemy z otrzymywaniem ról filmowych.
Jako pisarz opublikował autobiografię Wanderer (Włóczęga, 1960) oraz powieść Voyage: a novel of 1896 (1976).
Miał 196 cm wzrostu.

## Filmografia
- 1950 Asfaltowa dżungla
- 1954 Niezłomny wiking
- 1954 Johnny Guitar
- 1954 Nagle
- 1956 Zabójstwo
- 1964 Doktor Strangelove, czyli jak przestałem się martwić i pokochałem bombę
- 1972 Ojciec chrzestny
- 1973 Długie pożegnanie
- 1981 Jad